# Tour de Ski 2009-2010
Il Tour de Ski 2009/2010 si è disputato dal 1 al 10 gennaio 2010. Le gare sono iniziate ad Oberhof (Germania) e sono terminate in Val di Fiemme (). I detentori dei titoli erano rispettivamente per uomini e donne, lo svizzero Dario Cologna e la finlandese Virpi Kuitunen. Questa edizione del Tour de Ski è stata vinta dal ceco Lukáš Bauer e in campo femminile dalla polacca Justyna Kowalczyk.

## Classifiche[1]
| Pos. | Nome               | Tempo     |
| ---- | ------------------ | --------- |
| 1    | Lukáš Bauer        | 4:13'10.6 |
| 2    | Petter Northug     | +1'16.4   |
| 3    | Dario Cologna      | +1'32.2   |
| 4    | Marcus Hellner     | +1'41.4   |
| 5    | Jean-Marc Gaillard | +1:52.6   |
| 6    | René Sommerfeldt   | +3'01.4   |
| 7    | Axel Teichmann     | +3'08.0   |
| 8    | Daniel Richardsson | +3'16.3   |
| 9    | Ivan Babikov       | +3'31.8   |
| 10   | Giorgio Di Centa   | +3'38.4   |

| Pos. | Nome                   | Tempo     |
| ---- | ---------------------- | --------- |
| 1    | Justyna Kowalczyk      | 2:37'54.5 |
| 2    | Petra Majdič           | +19.2     |
| 3    | Arianna Follis         | +1'12.2   |
| 4    | Aino-Kaisa Saarinen    | +1'34.7   |
| 5    | Kristin Størmer Steira | +2'08.1   |
| 6    | Riitta-Liisa Roponen   | +2'27.2   |
| 7    | Ol'ga Zav'jalova       | +3'21.3   |
| 8    | Marianna Longa         | +3'33.6   |
| 9    | Alëna Sid'ko           | +3'55.1   |
| 10   | Katrin Zeller          | +4'46.9   |

## Tappe

### 1ª Tappa
1º gennaio 2010, Oberhof, Germania - Prologo
| Pos. | Nome           | Tempo  |
| ---- | -------------- | ------ |
| 1    | Petter Northug | 7'37.4 |
| 2    | Marcus Hellner | +0.8   |
| 3    | Axel Teichmann | +2.0   |
| 4    | Dario Cologna  | +2.5   |
| 5    | Sergej Širjaev | +5.2   |

| Pos. | Nome                 | Tempo  |
| ---- | -------------------- | ------ |
| 1    | Petra Majdič         | 6'35.3 |
| 2    | Natal'ja Korostelëva | +2.1   |
| 3    | Justyna Kowalczyk    | +6.3   |
| 4    | Arianna Follis       | +7.0   |
| 5    | Miriam Gössner       | +12.7  |

### 2ª Tappa
2 gennaio 2010, Oberhof - Distanza (partenza ad handicap)
| Pos. | Nome              | Tempo   |
| ---- | ----------------- | ------- |
| 1    | Petter Northug    | 39'45.8 |
| 2    | Maksim Vylegžanin | +0.1    |
| 3    | Matti Heikkinen   | +0.7    |
| 4    | Lukáš Bauer       | +2.4    |
| 5    | Tobias Angerer    | +3.0    |

| Pos. | Nome                   | Tempo   |
| ---- | ---------------------- | ------- |
| 1    | Justyna Kowalczyk      | 28'10.0 |
| 2    | Aino-Kaisa Saarinen    | +2.8    |
| 3    | Kristin Størmer Steira | +5.7    |
| 4    | Virpi Kuitunen         | +13.2   |
| 5    | Arianna Follis         | +26.6   |

### 3ª Tappa
3 gennaio 2010, Oberhof - Sprint
| Pos. | Nome            | Tempo  |
| ---- | --------------- | ------ |
| 1    | Eldar Rønning   | 3'55.0 |
| 2    | Petter Northug  | +2.1   |
| 3    | Axel Teichmann  | +3.1   |
| 4    | Teodor Peterson | +9.7   |
| 5    | Emil Jönsson    | +39.1  |

| Pos. | Nome                   | Tempo  |
| ---- | ---------------------- | ------ |
| 1    | Petra Majdič           | 4'18.8 |
| 2    | Justyna Kowalczyk      | +2.1   |
| 3    | Aino-Kaisa Saarinen    | +3.6   |
| 4    | Arianna Follis         | +9.3   |
| 5    | Kristin Størmer Steira | +10.6  |

La detentrice del titolo Virpi Kuitunen ha abbandonato il Tour de Ski dopo la tappa numero 3, in sesta posizione.

### 4ª Tappa
4 gennaio 2010, Praga, Repubblica Ceca - Sprint
| Pos. | Nome            | Tempo  |
| ---- | --------------- | ------ |
| 1    | Emil Jönsson    | 2'26.5 |
| 2    | Marcus Hellner  | +1.4   |
| 3    | Simen Østensen  | +3.0   |
| 4    | Dušan Kožíšek   | +3.6   |
| 5    | Teodor Peterson | +3.8   |

| Pos. | Nome                 | Tempo  |
| ---- | -------------------- | ------ |
| 1    | Natal'ja Korostelëva | 2'45.7 |
| 2    | Celine Brun-Lie      | +0.9   |
| 3    | Alena Procházková    | +2.2   |
| 4    | Arianna Follis       | +2.7   |
| 5    | Aino-Kaisa Saarinen  | +9.9   |

Venti atleti tra gli uomini hanno lasciato il Tour de Ski dopo la tappa numero 4, incluso il leader del Tour de Ski Emil Jönsson, il quarto classificato Maksim Vylegžanin ed il settimo, ovvero Eldar Rønning. Le prime tre atlete dello sprint femminile non hanno partecipato alla tappa successiva.

### 5ª Tappa
6 gennaio 2010, Cortina d'Ampezzo-Dobbiaco, Italia - Distanza (Partenza ad handicap)
| Pos. | Nome               | Tempo     |
| ---- | ------------------ | --------- |
| 1    | Petter Northug     | 1:25'38.0 |
| 2    | Dario Cologna      | +0.4      |
| 3    | Marcus Hellner     | +0.8      |
| 4    | Jean-Marc Gaillard | +10.8     |
| 5    | Matti Heikkinen    | +12.0     |

| Pos. | Nome                | Tempo   |
| ---- | ------------------- | ------- |
| 1    | Arianna Follis      | 34'34.8 |
| 2    | Petra Majdič        | +3.4    |
| 3    | Justyna Kowalczyk   | +4.1    |
| 4    | Aino-Kaisa Saarinen | +27.6   |
| 5    | Marianna Longa      | +2'00.9 |

### 6ª Tappa
7 gennaio 2010, Dobbiaco - Distanza
| Pos. | Nome               | Tempo   |
| ---- | ------------------ | ------- |
| 1    | Daniel Richardsson | 23'14.5 |
| 2    | Lukáš Bauer        | +1.7    |
| 3    | Petter Northug     | +6.2    |
| 4    | Axel Teichmann     | +13.4   |
| 5    | Marcus Hellner     | +25.5   |

| Pos. | Nome                   | Tempo   |
| ---- | ---------------------- | ------- |
| 1    | Justyna Kowalczyk      | 12'37.6 |
| 2    | Aino-Kaisa Saarinen    | +11.6   |
| 3    | Petra Majdič           | +14.8   |
| 4    | Kristin Størmer Steira | +25.6   |
| 5    | Vibeke Skofterud       | +27.1   |

### 7ª Tappa
9 gennaio 2010, Val di Fiemme - Distanza (mass start)
| Pos. | Nome               | Tempo   |
| ---- | ------------------ | ------- |
| 1    | Lukáš Bauer        | 59'03.5 |
| 2    | Petter Northug     | +31.5   |
| 3    | Axel Teichmann     | +32.3   |
| 4    | Dario Cologna      | +33.3   |
| 5    | Daniel Richardsson | +37.1   |

| Pos. | Nome            | Tempo   |
| ---- | --------------- | ------- |
| 1    | Petra Majdič    | 34'06.4 |
| 2    | Elena Kolomina  | +0.1    |
| 3    | Marianna Longa  | +1.0    |
| 4    | Riikka Sarasoja | +1.3    |
| 5    | Arianna Follis  | +2.4    |

### 8ª Tappa
10 gennaio 2010, Val di Fiemme - Distanza (partenza ad handicap)
| Pos. | Nome               | Tempo   |
| ---- | ------------------ | ------- |
| 1    | Lukáš Bauer        | 33'43.4 |
| 2    | Marcus Hellner     | +2.4    |
| 3    | Jean-Marc Gaillard | +2.5    |
| 4    | Ivan Babikov       | +5.3    |
| 5    | Dario Cologna      | +9.0    |

| Pos. | Nome                   | Tempo   |
| ---- | ---------------------- | ------- |
| 1    | Kristin Størmer Steira | 35'49.8 |
| 2    | Riitta-Liisa Roponen   | +3.0    |
| 3    | Evgenija Medvedeva     | +3.9    |
| 4    | Justyna Kowalczyk      | +25.0   |
| 5    | Sabina Valbusa         | +30.3   |